# Aleksandr Dedjusjko
Aleksandr Viktorovitj Dedjusjko, (ryska: Александр Викторович Дедюшко), född 20 maj 1962 Volkovysk, död 3 november 2007 , är en rysk skådespelare.

## Filmografi (urval)
- 2009 - Taras Buba